# Hypsipyrgias
Hypsipyrgias is een geslacht van wantsen uit de familie van de Tingidae (netwantsen). Het geslacht werd voor het eerst wetenschappelijk beschreven door George Willis Kirkaldy in 1908.

## Soorten
Het genus bevat de volgende soorten:

- Hypsipyrgias euphues Drake & Ruhoff, 1962
- Hypsipyrgias joseliae Lis & Lis, 2021
- Hypsipyrgias telamonides Kirkaldy, 1908